# Francis Scott Key
Francis Scott Key (ur. 1 sierpnia 1779, zm. 11 stycznia 1843 w Baltimore, Maryland) – prawnik i poeta amerykański, autor hymnu państwowego Stanów Zjednoczonych, The Star-Spangled Banner

## Życiorys
Francis Scott Key urodził się 1 sierpnia 1779 roku w zamożnej rodzinie w zachodniej części Maryland. Jako dziesięciolatek zaczął uczęszczać do szkoły w Annapolis, którą ukończył w wieku 17 lat. Pozostał tam, aby studiować prawo w kancelarii swojego wujka, Philipa Bartona Key. Tu także poznał Mary Tayloe Lloyd, swoją przyszłą żonę. W 1800 roku powrócił w rodzinne strony i otworzył własną kancelarię prawniczą we Fredericku. Jednak pięć lat później, zgodnie z sugestią wujka, przeprowadził się do Georgetown, na przedmieściach Waszyngtonu.
Ta decyzja okazała się trafna i jego kancelaria prosperowała bardzo dobrze. Key często argumentował przed Sądem Najwyższym Stanów Zjednoczonych w sprawach, które miały znaczący wpływ na historię prawną Stanów Zjednoczonych. Został również prokuratorem okręgowym w administracji prezydenta Andrew Jacksona.
Poza działalnością prawniczą, Key był również aktywny społecznie. Pomógł utworzyć Lancaster Society zapewniające bezpłatną edukację biednym dzieciom mieszkającym w Georgetown. Był także członkiem American Colonization Society i hojnie wspierał finansowo organizacje charytatywne.
Key był również człowiekiem głęboko religijnym. W pewnym momencie swojego życia poważnie rozważał porzucenie kariery prawniczej na rzecz służby duchownej. Ostatecznie pozostał świeckim w Kościele Episkopalnym w Stanach Zjednoczonych.
Key był zdecydowanie przeciwny wojnie brytyjsko-amerykańskiej, głównie z powodów religijnych. Nie przeszkodziło mu to jednak służyć czynnie w 1813 roku przez 13 dni w kompanii artylerii. W 1814 roku służył ochotniczo u generała Waltera Smitha w przegranej przez Amerykanów bitwie pod Bladensburgiem.
Zmarł 11 stycznia 1843 na zapalenie opłucnej odwiedzając swoją córkę w Baltimore. Tam też został pochowany, jednak w 1866 roku, zgodnie z jego wolą, jego ciało zostało przeniesione do Fredericka.

## Hymn Stanów Zjednoczonych

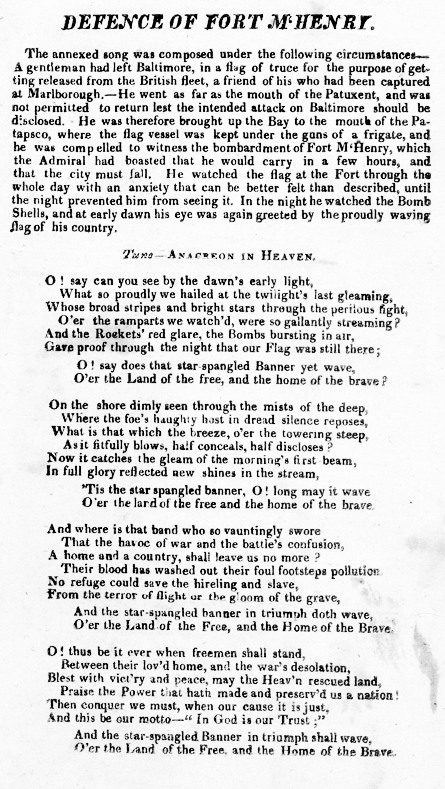
Wczesna, drukowana kopia The Star-Spangled Banner

Francis Scott Key uczestniczył w wydarzeniach wojny brytyjsko-amerykańskiej, które zainspirowały go do napisania tekstu pieśni, która ostatecznie prawie 120 lat później została oficjalnym hymnem państwowym Stanów Zjednoczonych.
Key wraz z pułkownikiem Johnem Skinnerem wypłynęli 5 września 1814 roku z Baltimore na zatokę Chesapeake, aby tam negocjować z Anglikami wymianę jeńców. Obaj negocjatorzy zostali przyjęci na pokład okrętu flagowego floty angielskiej HMS Tonnant, gdzie rozpoczęły się pertraktacje. Początkowo negocjacje były bezowocne, jednak po kilku dniach ostatecznie udało im się wynegocjować uwolnienie przyjaciela. Niestety, w tym samym czasie dowiedzieli się o ataku na Baltimore planowanym przez Anglików. Ze względów bezpieczeństwa zostali przez nich tymczasowo zatrzymani na pokładzie lekkiej fregaty, HMS Surprize, do momentu zakończenia ataku.
Ponieważ koryto rzeki Patapsco było zbyt płytkie, admirał Alexander Cochrane, dowodzący flotą angielską, został zmuszony do przeniesienia okrętu flagowego z HMS Tonnant na HMS Surprize. Key i Skinner zostali wówczas przetransportowani na mniejszą jednostkę, skąd mogli widzieć i słyszeć jak Anglicy bombardują Fort McHenry strzegący Baltimore. Atak Anglików rozpoczął się 13 września rano i trwał przez 25 godzin. Key z niemocą i przerażeniem obserwował i słyszał nieustanny ostrzał pozycji amerykańskich i gdy o świcie 14 września ujrzał wciąż powiewającą nad fortem amerykańską flagę, ogarnęła go ulga i wzruszenie. Widok ten zainspirował go do napisania słów pieśni, którą dedykował obrońcom fortu.
Key zaczął pisać pierwsze słowa wiersza 14 września rano, pod koniec ataku Anglików. Edycję kontynuował po powrocie do Baltimore tego dnia i nocą. Następnego ranka pokazał swoje dzieło szwagrowi swojej żony, sędziemu Josephowi H. Nicholsonowi. Ten był tak przejęty treścią wiersza, że przekazał go do lokalnej redakcji Baltimore American, której pracownicy, poza młodym Samuelem Sandsem, opuścili ją dla służby wojskowej. Sands skopiował rękopis wiersza i został on rozdany w tej formie mieszkańcom Baltimore 15 września pod tytułem Defence of Fort McHenry (Obrona Fortu McHenry). Po raz pierwszy w druku, pod tym samym tytułem, wiersz ukazał się 20 września w gazecie Baltimore Patriot. Niemal 120 lat później, 3 marca 1931 roku, Kongres Stanów Zjednoczonych oficjalnie ustanowił jego tekst hymnem państwowym Stanów Zjednoczonych.

## Upamiętnienie
Na jego cześć nazwano jeden z mostów w Baltimore, wybudowany w 1977. Był to najdłuższy stalowy most kratowy na świecie. W 2024 zawalił się po tym, jak w jedno z przęseł uderzył kontenerowiec MS Dali.